# マルク・ヒルシ
マルク・ヒルシ（Marc Hirschi、1998年8月24日 - ）はスイス、ベルン出身の自転車競技選手。

## 経歴

### 2018
- チーム・サンウェブの育成組織デベロップメント・チーム・サンウェブでプロキャリアスタート。
- 世界選手権自転車競技大会ロードレースU23部門で優勝[1]。

### 2019
- チーム・サンウェブと3年契約。

### 2020
- ツール・ド・フランスでグランツールデビュー。
  - 第12ステージ、残り28kmで集団から抜け出し独走。そのまま後続に47秒差をつけて、グランツール初勝利を挙げた[2]。
  - ステージ敢闘賞を3度受賞（第9、12、18ステージ）。大会の総合敢闘賞にも選出され、パリの表彰台に登った[3]。

### 2021
- UAE チーム・エミレーツへ移籍。

## 主な戦績

### 2018

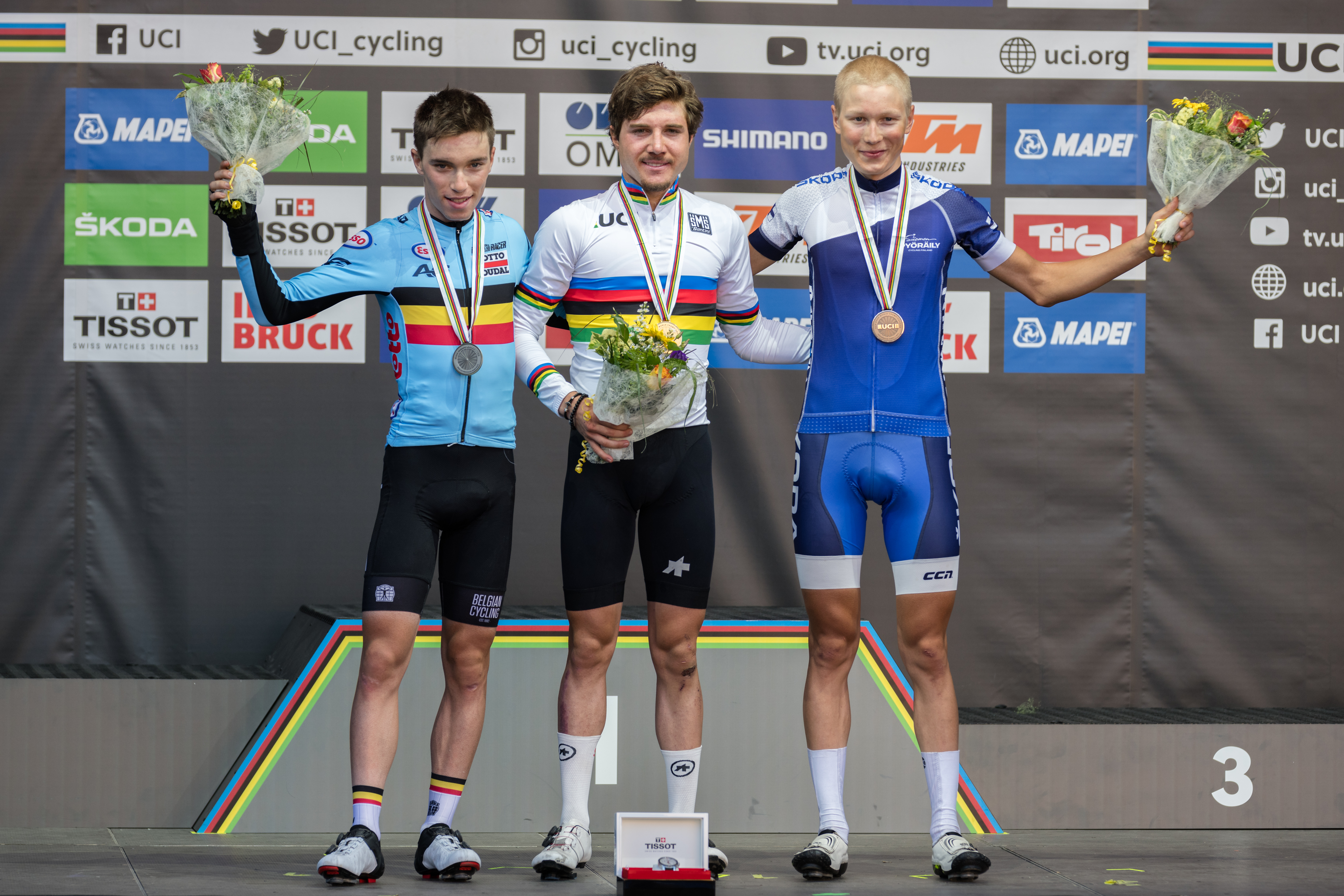
2018年世界選手権自転車競技大会表彰式にて。左からビョルグ・ランブレヒト、マルク・ヒルシ、ヤーコ・ハンニネン。

- イストリア・スプリング・トロフィー（英語版） 区間優勝（第2ステージ）
- ツール・ド・レン ヤングライダー賞
- グランプリ・プリースニッツ・スパ（英語版） 区間優勝（第2ステージ）
- ツール・アルザス（英語版） 区間優勝（第3ステージ）
- ヨーロッパ選手権 個人ロードレースU23部門  優勝
- 世界選手権自転車競技大会 個人ロードレースU23部門  優勝

### 2019
- ドイツ・ツアー ヤングライダー賞

### 2020
- ツール・ド・フランス 区間優勝（第12ステージ）
- 世界選手権自転車競技大会ロードレース 男子エリートロードレース  3位
- フレッシュ・ワロンヌ 優勝

### 2021
- ツール・ド・ルクセンブルク 区間優勝（第2ステージ）

### 2022
- ペル・センプレ・アルフレード（英語版） 優勝
- グロサー・プライス・デス・カントン・アールガウ 優勝
- ジロ・デッラ・トスカーナ 優勝
- ヴェネト・クラシック（英語版） 優勝

### 2023
- ツール・ド・ハンガリー（英語版）  総合優勝（第3ステージ）
- ジロ・デッラッペンニーノ 優勝
- スイス選手権 個人ロードレース 優勝
- プルエバ・ビリャフランカ・オルディジアコ・クラシカ 優勝
- コッパ・サバティーニ 優勝
- ツール・ド・ルクセンブルク  総合優勝、 ヤングライダー賞

### 2024
- ドローム・クラシック 優勝
- チェコ・ツアー（英語版）  総合優勝、 ポイント賞（第2ステージ優勝）
- クラシカ・サンセバスティアン 優勝
- ブルターニュ・クラシック・ウエスト＝フランス 優勝
- グラン・プレミオ・インドゥストリア・エ・アルティジャナート 優勝
- コッパ・サバティーニ 優勝
- メモリアル・マルコ・パンターニ 優勝
- コッパ・アゴストーニ 優勝

### 2025
- クラシカ・コムニタ・バレンシアナ 1969（英語版） 優勝